# Tall al-Hawa
Tall al-Hawa (arab. تل الهوى) – wieś w Syrii, w muhafazie Aleppo, w dystrykcie Al-Bab. W 2004 roku liczyła 4774 mieszkańców.